# Пилигрим (роман Тимоти Финдли)
«Пилигрим» (англ. Pilgrim) — роман канадского писателя Тимоти Финдли. Впервые опубликован в Канаде издательством HarperFlamingo в 1999 году. Первое американское издание было выпущено HarperCollins в 2000 году.

## Сюжет
Главный герой романа — бессмертный по имени Пилигрим — после неудачной попытки самоубийства был привезён в цюрихскую клинику Бургхёльцли под управлением доктора Фуртвенглера.
Пилигрим говорит, что, прожив много веков, устал от жизни. Карл Густав Юнг, работающий в Бургхёльцли, берётся вылечить то, что он считает сумасшествием, и вернуть Пилигриму желание жить.